# Ioseph de Valdés
Ioseph de Valdés (siglo XVII, México) fue un presbítero y escritor mexicano del período barroco.
Fue un poeta que participó en certámenes literarios en la segunda mitad del siglo XVII. En su obra proyecta una sugerente actividad lúdica que se manifiesta en la dificultad técnica. En su poema triple, refiere un mismo sentido con idénticas palabras, donde concluye un laberinto de tres poesías iguales pero diferentes, que ofrece al lector para su aprecio y divertimento. 

DÉCIMAS

Busque el idólatra ciego,
culto a Vesta, religioso,
figure Ethna luminoso
mudo oráculo de fuego;
fluctúe hipócrita ruego
injusto en altar mentido;
caduque desvanecido
humo en deleznable llama:
sepulte a Vesta, que aclama
confuso error fementido.
Alumbre en Vesta fulgores
(asumpto al gentil profano).
Perfume el altar christiano
difusos sacros olores.
Tribute primicias, flores,
rudo el gentil a su diosa.
Ocupe María gloriosa
sumo solio reverente:
triumphe, cíñase su frente
seguro laurel, de hermosa.
.....................
Burle vírgines vestales

puro el templo dedicado.
ROMANCE EN U ‑ O

Busque el idólatra ciego,
religioso a Vesta culto;
figure Ethna luminoso
de fuego, oráculo mudo.
Fluctúe hipócrita ruego,
mentido en altar injusto
.....................
Mude el nombre de sagrado
a Pales, vano atributo;
burle vírgines vestales,
dedicado el templo puro.

ROMANCE EN U ‑ E
Puro el templo dedicado
vestales vírgines burle;
atributo vano a Pales,
de sagrado nombre mude.
...................
Injusto en altar mentido,
ruego hipócrita fluctúe.
Mudo oráculo, de fuego
luminoso, Ethna figure;
culto a Vesta, religioso,

ciego, el idólatra busque.
Ioseph de Valdés